# Deraeocoris tinctus
Deraeocoris tinctus är en insektsart som beskrevs av Knight 1921. Deraeocoris tinctus ingår i släktet Deraeocoris och familjen ängsskinnbaggar. Inga underarter finns listade i Catalogue of Life.